# Лакмус
Ла́кмус (от нидерл. lekken жидкий, текучий и нидерл. moes — смесь, паста, каша) — красящее вещество природного происхождения, один из первых и наиболее широко известных кислотно-основных индикаторов.
Наименование стандартного химического препарата «лакмусовая бумага» стало нарицательным в русском языке, как в химии для всех типов индикаторных бумаг, так и в переносном смысле в повседневной жизни при описании индикатора, выразительно указывающего на принадлежность к одному из двух альтернативных понятий.

## Свойства
В чистом виде представляет собой тёмный порошок со слабым запахом аммиака.
Хорошо растворяется в чистой воде, образуя растворы фиолетового цвета.
В кислых средах (pH < 4,5) лакмус приобретает красную окраску, в щелочных (pH > 8,3) — синюю.
У лакмуса, по сравнению с остальными индикаторами, сравнительно небольшая погрешность в определении среды вещества.

## Состав
Фактически природный лакмус представляет собой сложную смесь 10—15 различных субстанций. Основными компонентами лакмуса считаются:
- азолитмин (англ. Azolitmin, сост. C9H10NO5) — может быть выделен из лакмуса экстракцией и использоваться как самостоятельный кислотно-щелочной индикатор;
- эритролитмин (англ. Erythrolitmin или Orcein Erythrolein, сост. С13H22O6);

Также экстракционным разделением из лакмуса могут быть выделены:
- спанолитмин (англ. Spaniolitmin);
- лейкоорцеин (англ. Leucoorcein);
- лейказолитмин (англ. Leucazolitmin).

## Применение

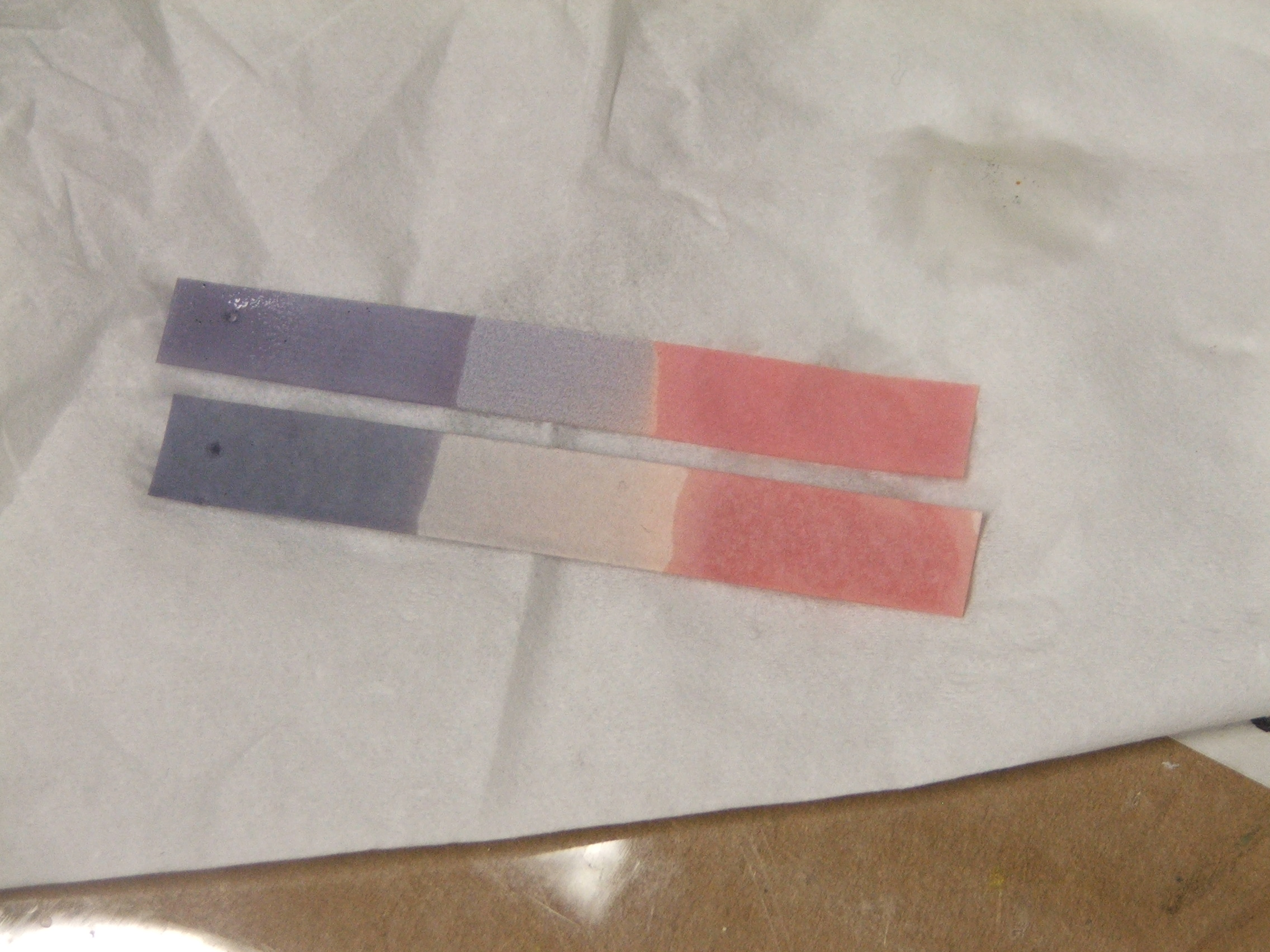
Лакмусовая бумага после использования

Применяется как индикатор для определения реакции среды. На практике используется несколько препаративных форм лакмуса: водный раствор лакмуса, полоски и клочки ленты фильтровальной бумаги, пропитанные лакмусом — т. н. лакмусовая бумага, «лакмусовое молоко» (нем. Lackmusmilch).

## Происхождение

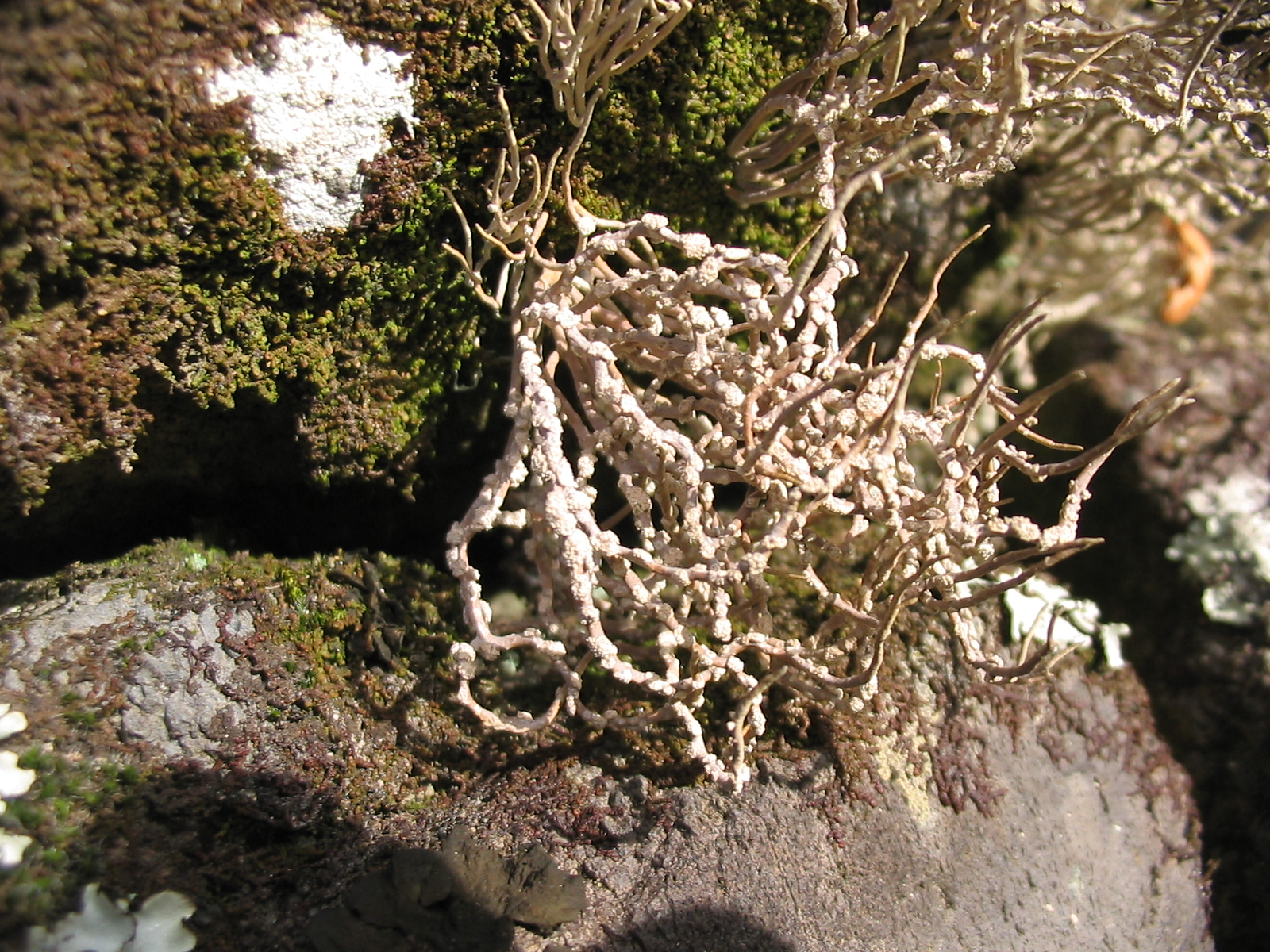
Roccella fuciformis

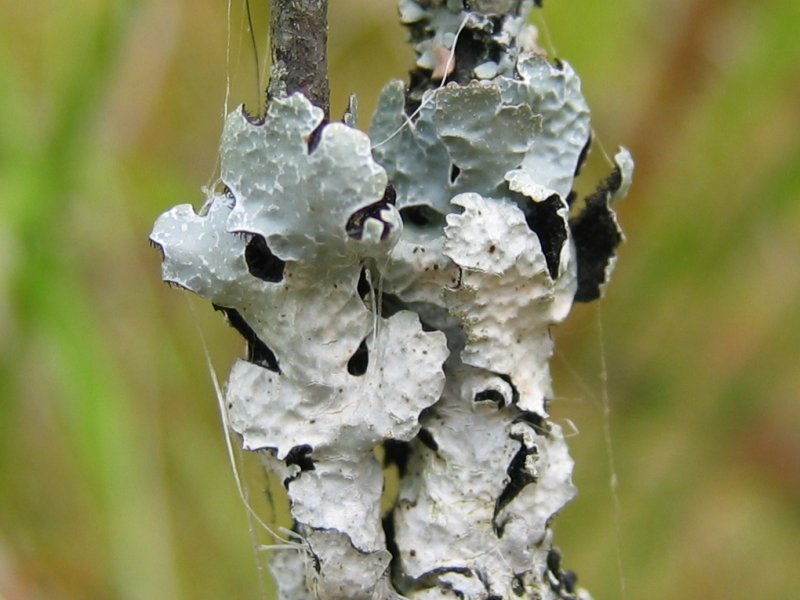
Parmelia sulcata

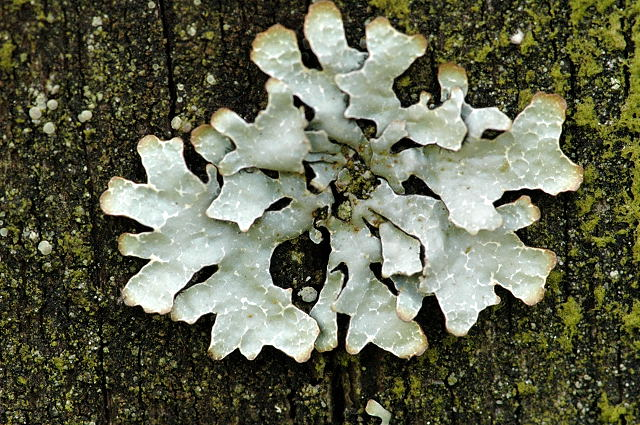
Parmelia sulcata, Линдсей, Англия

Добывается из растительного сырья, в частности из некоторых лишайников:
Roccella tinctoria (острова Кабо-Верде, Канарские острова, Мадейра, Азорские острова, западное побережье Южной Америки), Roccella fuciformis (Ангола и Мадагаскар), Roccella pygmaea (Алжир), Roccella phycopsis, Lecanora tartarea (Норвегия, Швеция), Variolaria dealbata (Пиренеи и Аверн), Ochrolechia parella (северо-запад Атлантического побережья Европы), Parmotrema tinctorum (Канарские острова), из различных видов рода Parmelia, Dendrographa leucophoea (США, Калифорния). Основными производителями лакмуса являются Мозамбик (из Roccella montagnei) и США (из Dendrographa leucophoea).

## Получение
В течение длительного времени производство лакмуса было монополизировано и подробности методов его выделения были неизвестны.
Изначально для получения лакмуса применялся следующий способ:
- растительное сырьё измельчают до порошкообразного состояния;
- порошок до 3 недель вымачивают в содово-аммиачном растворе (сода или поташ + NH4OH) при постоянном перемешивании. Вместо раствора аммиака обычно использовалась моча (как источник ионов CO32− и NH4+);
- после того, как в результате вымачивания (экстрагирования) и ферментации цвет смеси меняется с красного на голубой, осадок отделяют;
- после отделения осадка полученный голубой экстракт высушивается и размалывается. В результате образуется порошок смеси лакмусового и орцеинового пигментов;
- после спиртовой экстракции порошка карминово-красный раствор красящих веществ удаляется и остается тёмно-синий лакмус;
- прессовка осадка с гипсом или мелом позволяет получить легко крошащиеся блоки готового сухого лакмуса.

Современный способ получения орцеинового пигмента и лакмуса, запатентованный двумя английскими химиками (G. Gordon и Cuthbert Gordon) в 1758 году, заключался в следующем:
- растительное сырьё измельчают до порошкообразного состояния;
- порошок смешивают с водным раствором-суспензией извести-поташа и карбоната аммония и оставляют для ферментации на воздухе;
- примерно через 3 недели ферментации цвет смеси изменяется с фиолетового или коричневого на насыщенный синий;
- смесь разделяется на сите, выделенный раствор содержит до 90 % орцеина и до 8 % веществ лакмуса в пересчёте на сухой остаток.
- далее раствор может использоваться для прессовки блоков из мела или гипса, либо выпариваться для последующей спиртовой экстракции орцеина.

## История
Впервые лакмус был применён в качестве химического реагента и индикатора других веществ около 1300 года испанским врачом и алхимиком Арнальдусом де Виланова (исп. Arnaldus de Villanova).
С XVI века, когда информация о способе получения лакмуса распространилась, голубой лакмус из лишайников Leuconora tartarea и Rocella tinctoria в промышленных количествах начал производиться в Голландии на экспорт под названиями «Bergmoos» и «Klippmoos». В 1704 году этот индикатор получил своё нынешнее название — лакмус. Название Lakmoes, ставшее прародителем современного названия препарата (англ. litmus, нем. Lackmus, рус. лакмус), было образовано от индогерманских корней «leg» (капать) и «mus» (каша) и отражало способ получения лакмуса — экстракцию по каплям из измельчённых в кашу лишайников.
В 1640 году ботаники описали красящее вещество, которое они получали из душистого растения с тёмно-лиловыми цветками — гелиотропа. Химики вскоре стали использовать этот краситель в качестве индикатора (в растворах кислот он становился красным, а в щелочах синим). Изначально лакмус использовали в основном для исследования минеральных вод, но с 1670-х годов им в полной мере заинтересовались химики. В связи с тем, что во Франции в широкое употребление у химиков сначала вошёл лакмус, выделенный из гелиотропа, во французском языке прижилось иное название лакмуса: tournesol, что означает «поворачивающийся за солнцем», а на греческом то же самое означает слово «гелиотроп». Позднее весь лакмус стали получать более дешёвым способом — из некоторых видов лишайников.

## Мнемоническое правило
Для того, чтобы запомнить цвет лакмуса в различных средах, существует стихотворение:

Индикатор лакмус — красный

Кислоту укажет ясно.

Индикатор лакмус — синий,

Щёлочь здесь — не будь разиней,

Когда ж нейтральная среда,

Он фиолетовый всегда.

Существует словосочетание-мнемоника для запоминания индикаторных свойств лакмуса: «лак краски́с» (слышится как «лак раски́с»). Данное словосочетание означает, что «ЛАКмус КРАСный в КИСлоте».[значимость факта?]